# Clematis florida
Clematis florida es una especie de liana de la familia de las ranunculáceas.

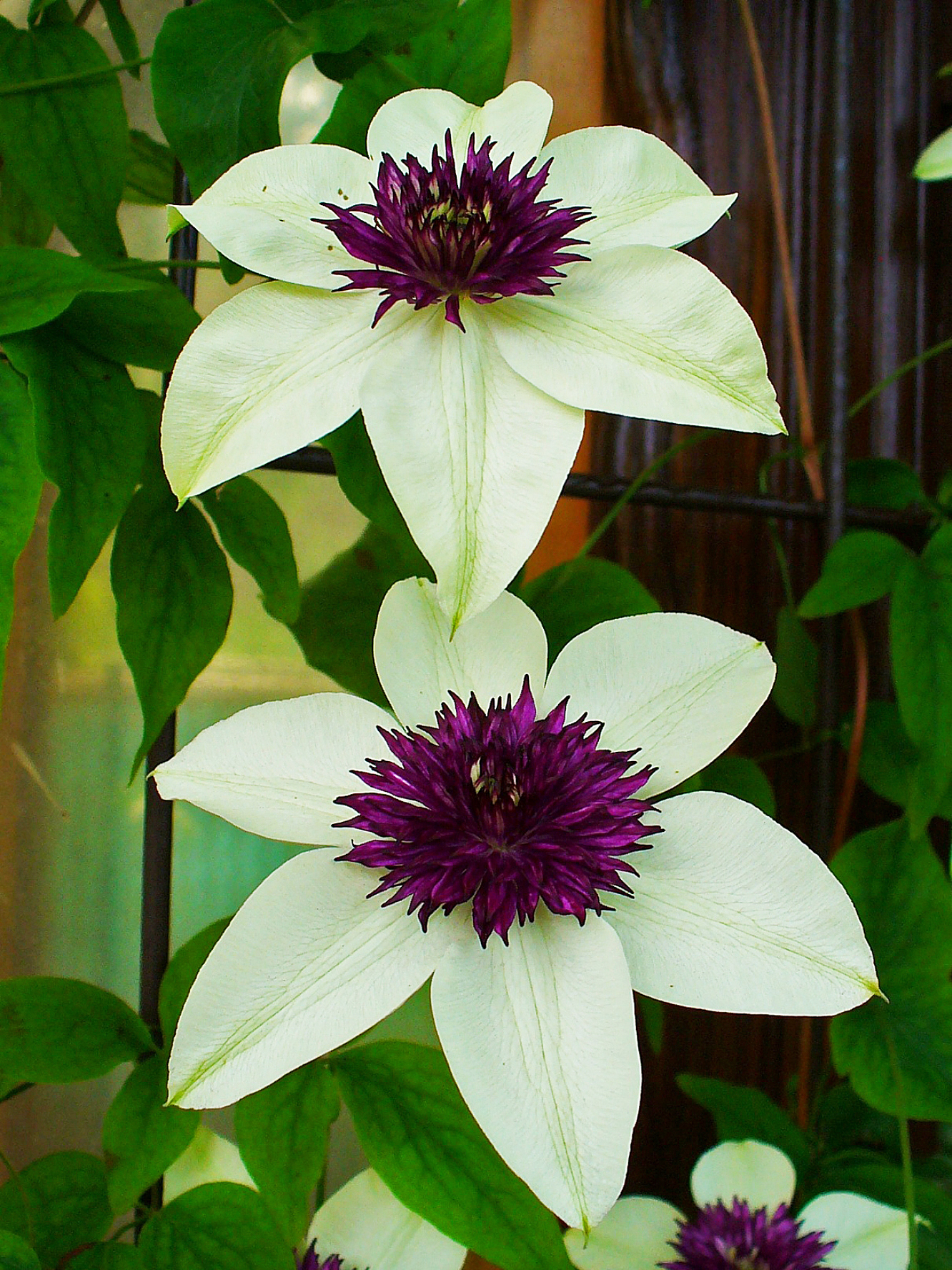
Detalle de la flor

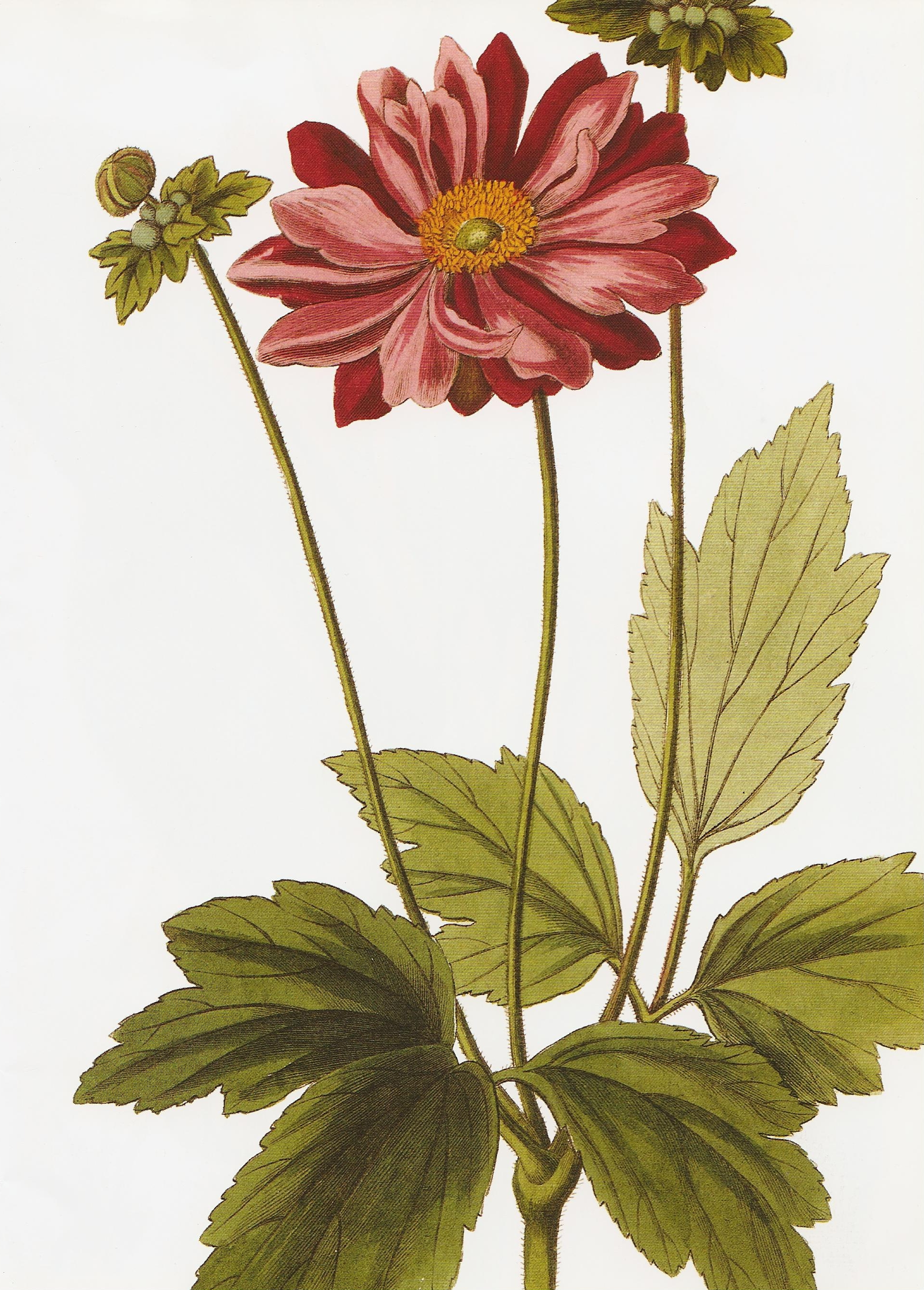
Ilustración de Miss S. A. Drake (fl. 1820s-1840s), del 31 volumen del Botanical Register (1845), editado por John Lindley. Aunque descrita en el, no fue cultivada en Inglaterra hasta que Robert Fortune la introdujo a través de la Royal Horticultural Society in 1844.

## Descripción
Es un bejuco herbáceo perennifolio. Los tallos de hasta 1 m de altura, ligeramente  ranurados. Hojas con pecíolo de 2 - 4 cm de largo, los foliolos estrechamente ovados a lanceolados, de 1 - 6 × 0,4 - 2 cm, como de papel, ambas superficies escasamente pubérulas, la base subglabra, redondead a ampliamente cuneada, el margen de entero, el ápice agudo; las venas basales abaxialmente casi planas. La inflorescencia es axilar en cimas, con pedúnculo de 1 - 4 cm, brácteas sésiles o subsésiles, ampliamente ovadas a ovado-triangular, de 1.4 - 3 cm. Flores de 3,6 a 5 cm de diámetro. Pedicelo 3.7 - 8.5 cm. Sépalos 6, blancos. Los frutos son aquenios ampliamente obovados a rómbico-orbiculares, de 3,5 x 3 mm. Fl. Abril-junio.
- Scrub,[1]

## Distribución
Se encuentra en los matorrales, a lo largo de los arroyos, a una altirud de 1700 m s. n. m., en Cantón, Guangxi, Hubei, Hunan, Jiangxi, Yunnan y Zhejiang en China.

## Taxonomía
Clematis florida fue descrita por Carl Peter Thunberg y publicado en Systemat Vegetabilium. Editio decima quarta 512, en el año 1784 y en Fl. Jap. 240, en el año 1784.
Etimología
Clematis: nombre genérico que proviene del griego klɛmətis. (klématis) "planta que trepa".
florida: epíteto latino que significa "con flores".
Sinonimia
- Anemone japonica Houtt.
- Atragene florida Pers.
- Atragene indica Desf.
- Atragene polypetala Thunb.
- Clematis anemonoides Kuntze
- Clematis bicolor Steud.
- Clematis hakonensis Franch. & Sav.
- Clematis japonica (Houtt.) Makino
- Clematis polypetala DC.
- Clematis sieboldii D.Don ex Steud.
- Sieboldia florida Hoffmanns. ex Heynh.
- Viticella florida Bercht. & J.Presl[5]